# العنصرية في كرة القدم الإنجليزية
تُشير العنصرية في كرة القدم الإنجليزية إلى الإساءة التي يتعرض لها اللاعبين والمسؤولين والمشجعين بسبب لون بشرتهم أو جنسيتهم أو عرقهم. يُمكن أيضًا أن يتعرض الأشخاص للإساءة بسبب تشجيعهم لفريق معين، وأحيانًا قد يتعرضون للهجوم من قِبَل مشجعي فريقهم ذاته. حظي موضوع العنصرية في كرة القدم بتغظية واسعة من وسائل الإعلام والدراسات الأكاديمية. كما كان هناك عدد من الاستجابات من قبل هيئات متعددة مثل الاتحاد الدولي لكرة القدم (الفيفا) والاتحاد الأوروبي لكرة القدم، وكذلك من قبل الفرق واللاعبين والمديرين لمحاولة معالجة هذه المشكلة.

## خلفية
أطلقت كل من لجنة المساواة العرقية (CRE) ورابطة مشجعي كرة القدم (FSA) ورابطة لاعبي كرة القدم المحترفين (PFA) مبادرات تهدف إلى تشجيع المزيد من الأفراد من الأقليات العرقية على حضور المباريات. في أكتوبر 2019، أطلق الدوري الإنجليزي الممتاز أيضًا مبادرة باسم «لا مكان للعنصرية»، والتي كانت واضحة وملحوظة في جميع المباريات التي أقيمت من 19 إلى 27 أكتوبر. قبل انطلاق الدوري الإنجليزي الممتاز 2022–23، أعلن قادة الدوري الإنجليزي الممتاز عن إنهاء ممارسة الانحناء الروتينية قبل المباريات. مع ذلك، وتأكيدًا على التزامهم بمكافحة العنصرية، قرروا القيام بالانحناء فقط في بعض اللحظات المهمة والمحددة.

## الخط الزمني
يُعتبرآرثر وارتون، الذي وُلد في منطقة ساحل الذهب (ما يُعرف اليوم بغانا)، أول لاعب كرة قدم محترف من أصول أفريقية في العالم. لعب كحارس مرمى لفريق دارلينغتون. على الرغم من أن وورتون يُعتبر أول لاعب كرة قدم محترف أسود، إلا أنه سبقته في هذا المجال تجربة أندرو واتسون، وهو لاعب كرة قدم هاوٍ اسكتلندي. ومن بين لاعبي كرة القدم غير البيض الذين لعبوا في فترات مبكرة أيضًا والتر تال وهونغ يي سو.
استذكر ديكسي دين، مهاجم نادي إيفرتون ذو البشرة الداكنة، كيف وُجهت إليه تعليقات عنصرية أثناء مغادرته الملعب في الشوط الأول خلال مباراة في لندن في ثلاثينيات القرن الماضي. ذُكر أن دين وجه لكمة للشخص الذي أساء إليه قبل أن يختفي في نفق اللاعبين. لم تتخذ السلطات أي إجراء ضد دين، ويُزعم أن ضابط شرطة كان قريبًا من مكان الحادث، أخبر ذلك الشخص أنه يستحق ما حصل له.
ستيف موكوني، لاعب كرة قدم أسود من جنوب أفريقيا، والذي تعاقد لاًحقا مع نادي برشلونة لكنه لم يخض معه أي مباراة. ترك نادي كوفنتري سيتي بعد أن قال له مدربه، «لقد أحضرناك إلى هنا وأنت غير راضٍ. هذه هي المشكلة مع أمثالكم»؛ اعتبر موكوني هذا التعليق عنصريًا، وسرعان ما انتقل إلى نادي هيراكليس ألميلو الهولندي.
قام اللاعب روجر فيردي، الذي يعود أصله إلى الهند، بتغيير اسمه من راجيندر سينغ فيردي بسبب العنصرية.
في الستينيات، تعرض لاعبو نادي وست هام يونايتد، كلايد بست الذي ينتمي إلى أصول أفريقية ويعيش في برمودا، وأدي كوكر، لاعتداءات عنصرية مثل "هتافات تشبه صوت القردة" وإلقاء الموز عليهم خلال مباريات الفريق. أشار بيست إلى أن هذا السلوك كان نتيجة تأثير الجبهة الوطنية على الجماهير في المدرجات.
في الثمانينيات، كانت العنصرية في كرة القدم منتشرة بشكلٍ كبير في إنجلترا. تعرض بول كانوفيلي للإساءة من قبل مشجعيه وهو يقوم بالإحماء مع فريقه قبل أن يخوض أول مباراة له. كان غارث كروكس يتعرض بانتظام لهتافات ولافِتات عنصرية من مشجعي الفرق المنافسة خلال فترة لعبه في توتنهام. عانى سيريل ريجيس من هتفات القردة التي كان يقوم بها مشجعي نيوكاسل يونايتد في مباراته الأولى خارج ملعب وست بروميتش ألبيون، ثم أُرسلت إليه رصاصة في البريد بعد استدعائه للعب مع منتخب إنجلترا. في عام 1987، التُقطت صورة لجون بارنز وهو يركل موزة خارج الملعب خلال مباراة ليفربول ضد إيفرتون، حيث كانت جماهير إيفرتون تهتف بعبارة «إيفرتون هو الأبيض».
في 25 يناير 1995، قام إيريك كانتونا لاعب مانشستر يونايتد بتوجيه ركلة بأسلوب «الكونغ فو» نحو حشد من المشجعين، مُستهدفًا بها ماثيو سيمونز، مشجع لنادي كريستال بالاس. حيث كان سيمونز قد ركض 11 صفًا من السلالم ليواجه كانتونا ويصرخ في وجهه بالإهانات، مستخدمًا عبارة «ارحل إلى فرنسا، يا ابن العاهرة الفرنسي». تبع كانتونا الركلة بسلسلة من اللكمات. مثل سيمونز أمام المحكمة حيث ادعى أنه لم يهتف سوى بعبارة «اخرج! اخرج! اخرج! إنه وقت الاستحمام المبكر لك، سيد كانتونا!»، لكنه أُدين بسبب سلوكه المسيء وحُكم عليه بغرامة قدرها 500 جنيه إسترليني، ومنع من دخول الملعب لمدة عام، بالإضافة إلى حكم آخر بالسجن لمدة أسبوع وغرامة إضافية قدرها 500 جنيه إسترليني وتكاليف قانونية بقيمة 200 جنيه إسترليني بسبب اعتدائه على المدعي في المحكمة. على الرغم من أن معظم التركيز في ذلك الوقت كان على إريك كانتونا، الذي عُوقب بالإيقاف لمدة ثمانية أشهر عن جميع أنشطة كرة القدم بسبب الاعتداء، إلا أن سلوك ماثيو سيمونز، الذي استفز كانتونا بتعليقاته المسيئة، كان سيُعتبر بعد عقد من الزمن إساءة عنصرية، وكان من شبه المؤكد أن يؤدي إلى إغلاق جزئي أو كامل لملعب كريستال بالاس، بالإضافة إلى عقوبة أطول بكثير لسيمونز.
في أبريل 1998، اتهم مهاجم نادي أستون فيلا ستان كوليمور، ‏ ستيف هاركنيس مدافع نادي ليفربول، بالإساءة العنصرية خلال مباراة في ملعب فيلا بارك. في المقابل، نفى هاركنس هذه الاتهامات بشدة قائلاً: «أنا أنفي تمامًا أنني قلت أي تعليقات عنصرية تجاه ستان كوليمور.»
في 21 أبريل 2004، استقال رون أتكينسون من قناة ITV بعد أن ضُبط وهو يدلي بتعليق عنصري على الهواء مباشرةً عن اللاعب مارسيل ديسايي من نادي تشيلسي. حيث ظن أن الميكروفون مُطفأ، فقال: «... إنه [ديسايي] زنجي غبي وكسول.» رغم أن البث في المملكة المتحدة قد انتهى، إلا أن خطأ الميكروفون جعل تعليقه يُبث في عدة دول بالشرق الأوسط. كما غادر عمله ككاتب عمود في صحيفة الغارديان "بالاتفاق المتبادل" بسبب هذا التعليق.
في عام 2004، أصبح نادي ميلوول أول نادٍ يواجه اتهامات من قبل الاتحاد الإنجليزي لكرة القدم بسبب السلوك العنصري لجماهيره. حيث كانت التهم تتعلق بالإساءات الموجهة للاعب ليفربول جيمي تراوري. في 13 يناير 2007، اتهم الاتحاد اللاعب النيوكاسلي إيمري بيلوز أوغلو باستخدام كلمات مسيئة وعنصرية خلال مباراة انتهت بخسارة نيوكاسل 3-0 أمام إيفرتون في 30 ديسمبر 2006. وفي 16 فبراير 2007، وُجِّهت له تهمة إضافية بالسلوك العنصري ضد الحجي ضيوف من نادي بولتون واندررز. ومع ذلك، في 1 مارس 2007، أُعلن أن ضيوف لن يتابع شكواه. لاحقًا، أصدر آل بانغورا لاعب نادي واتفورد بيانًا يصرح فيه بأنه تعرض للإساءة العنصرية من بيلوزوغلو. وفي 19 مارس، جرى تبرئته من التهم المتعلقة بمباراة إيفرتون. في عام 2004، خلال مباراة ودية مع إسبانيا، أطلق المشجعون الإنجليز تعليقات عنصرية تجاه الفريق الإسباني وجماهيره. أعربت الحكومة البريطانية عن رفضها القوي لهذا الحادث، وأدانته العديد من الجهات الأخرى بشكل واسع. على الرغم من أن هذه الحادثة ليست ظاهرة جديدة، إلا أنها أدت إلى زيادة الوعي في إنجلترا بمشكلة العنصرية في الرياضة.
في 6 مارس 2007، أفيد بأن شرطة العاصمة (شرطة لندن) كانت تحقق في هتافات معادية للسامية أطلقها مشجعو فريق وست هام قبل مباراة مع فريق توتنهام هوتسبير، التي أُقيمت قبل يومين.جاء ذلك بعد نشر فيديو يُظهر هذه الهتافات على الإنترنت.
في 7 أبريل 2007، خلا مُباراة بين روثرهام يونايتد وجيلينجهام، تعرض حارس مرمى جيلينجهام كيلفن جاك لإساءات عنصرية من قِبل أحد مشجعي روثرهام. في 13 أبريل 2007، مُنع هذا المشجع من دخول النادي مدى الحياة.
تعرض الإسرائيلي أفرام غرانت لتهجمات معادية للسامية من بعض مشجعي تشيلسي بعد تعيينه كمدرب في سبتمبر 2007. كان والد غرانت ناجيًا بولنديًا من المحرقة النازية، كما تلقى أيضًا تهديدات بالقتل ومنشورات تحمل تعليقات معادية للسامية.
في نوفمبر 2008، تعرض المهاجم المصري ميدو، الذي كان يلعب لفريق ميدلزبره، لهتافات معادية للإسلام من قِبل مجموعة صغيرة من مشجعي نيوكاسل. وقد سبق له أن تعرض لهتافات مشابهة من مشجعي نيوكاسل في العام السابق. وفي عام 2007، واجه ميدو إساءات من مشجعي ساوثهامبتون ووست هام، الذين أطلقوا عليه لقب "مفجر الحذاء" في إشارة إلى تشابهه مع ريتشارد ريد، الإرهابي البريطاني المسجون في عام 2003.
في 22 سبتمبر 2009، خلال مباراة كأس رابطة الأندية الإنجليزية المُحترفة بين بلاكبول وستوك سيتي في ملعب بريطانيا، تعرض لاعب بلاكبول جيسون يويل، الذي كان يجلس على مقاعد البدلاء في ذلك الوقت، لإساءة عنصرية من قبل أحد مشجعي ستوك. طُرد هذا المشجع من الملعب وأُلقي القبض عليه من قبل شرطة ستافوردشاير ‏، قبل أن يُفرج عنه لاحقًا على ذمة التحقيق. واجه إيويل المشجع الذي كان يسخر منه. وكان مدرب بلاكبول إيان هولواي، الذي اضطر إلى كبح جماح إيويل، غاضبًا في المقابلة التي أجريت بعد المباراة، قائلًا:

نحن بشر وجايسون لاعب كرة قدم. يجب ألا يكون لون بشرته مهمًا، كان ذلك مقززًا. صدق المشرفون ما قاله جايسون وأخرجوا ذلك الشخص، آمل أن يُمنع من المشاركة في أي نشاط رياضي مدى الحياة. إنه عار مطلق على الإنسانية، ظننت أن تلك الأيام قد ولت. كان جايسون يجلس فقط في دكة البدلاء في ذلك الوقت. رأيت ردة فعله وكان عليّ تهدئته، الأمر مخزٍ للغاية.

وقال جايسون، الذي تلقى اعتذارا رسميًا من نادي ستوك سيتي، في وقت لاحق:

لقد كان مؤلمًا. شعرت أنه يجب علي الدفاع عن جميع الأعراق والديانات وإظهار أننا لن نقبل ذلك. أنا فخور بأنني اتخذت موقفًا. كان من الصادم بالنسبة لي أن أسمع ما صدر عن فم ذلك الرجل. العنصرية في كرة القدم لم تمت بعد، ولكنه لا يزال من المدهش سماع مثل هذه الأمور عن قرب. كان هناك أشخاص بالقرب من ذلك الأحمق لم يتفقوا معه، لكن هناك آخرين تجاهلوا الموقف، مما كان مخيبًا للآمال.

في أعقاب الحادث، دعا مدرب توتنهام هاري ريدناب إلى سجن المشجعين الذين يسيئون عنصريًا إلى اللاعبين: «هذا أمر مقزز - ليس له مكان في اللعبة. بالتأكيد لا يمكننا قبول هذا النوع من السلوك الآن؟ يجب أن يُسجن أي شخص يقوم بذلك - وليس فقط يُمنع من حضور المباريات. يجب أن يوضع في المكان الذي ينتمي إليه، في مستشفى الأمراض النفسية. هذا خطأ».